# Amphisbaena stejnegeri
Espèce
Amphisbaena stejnegeri est une espèce d'amphisbènes de la famille des Amphisbaenidae.

## Répartition
Cette espèce est endémique du Guyana.  

## Étymologie
Cette espèce est nommée en l'honneur de Leonhard Hess Stejneger.

## Publication originale
- Ruthven, 1922 : A new species of Amphisbaena from British Guiana. University of Michigan Museum of Zoology, Occasional Papers, n. 122, p. 1-2 (texte intégral).